# جوردان نوبس
جوردان نوبس (بالإنجليزية: Jordan Nobbs)‏ (8 ديسمبر 1992 في المملكة المتحدة - ) هي لاعبة كرة قدم بريطانية في مركز الوسط. وشاركت مع منتخب إنجلترا لكرة القدم للسيدات. أما مع النوادي، فقد لعبت مع نادي أرسنال للسيدات ونادي أرسنال ونادي سندرلاند وسندرلاند للسيدات ‏.

## وصلات خارجية
- جوردان نوبس على موقع الاتحاد الدولي (مؤرشف)  (الإنجليزية)
- جوردان نوبس على موقع الاتحاد الأوربي (الإنجليزية)
- جوردان نوبس على موقع قاعدة بيانات كرة القدم.إي يو (الإنجليزية)
- جوردان نوبس على موقع Soccerway.com (الإنجليزية)
- جوردان نوبس على موقع عالم كرة القدم.نت (الإنجليزية)